# UL260i
Az UL260i a belga ULPower cég ultrakönnyű (UL) repülőgépekhez gyártott, négyhengeres, négyütemű, benzinüzemű könnyű repülőgépmotorja. Közvetlen üzemanyag-befecskendezéssel és teljes körű digitális motorvezérléssel rendelkezik. A motor hajtómű nélkül, közvetlenül a főtengelyről hajtja a légcsavart. A motort főként a Micro Aviation cég Bantam típusú ultrakönnyű repülőgépein alkalmazzák.
A léghűtéses motor boxer-elrendezésű. A forgattyús tengely öt helyen csapágyazott. A hengerfejben elhelyezkedő szelepeket egy központi, a forgattyúsház alulsó részén, a forgattyús tengely alatt elhelyezett vezérműtengely vezérli, emelőrudakon keresztül. Gyújtása elektronikus, kettőzött rendszerű. Optimális üzemanyaga 95-ös oktánszámú benzin, de minimális követelményként 91-es oktánszámú benzinnel is működőképes. Az üzemanyagot elektromos hajtású szivattyú szállítja a befecskendező berendezéshez. Elektromos indítómotorral szerelték fel.

## Műszaki adatai
- Hengerűrtartalom: 2592 cm³
- Löket: 74 mm
- Furat: 105,6 mm
- Hossz: 540 mm
- Szélesség:654 mm
- Magasság: 472 mm
- Száraz tömeg: 74,5 kg
- Maximális teljesítmény: 71 kW (95 LE) 3300 1/perc fordulatszámnál
- Kompresszióviszony: 8,16
- Üzemanyagfogyasztás: 12 liter/óra (a normál 2500 1/perc fordulatszám mellett)
- Teljesítmény–tömeg arány: 0,95 kW/kg

## Hasonló repülőgémotorok
- Jabiru 2200
- Rotax 912

## Külső hivatkozások
- A gyártó ULPower honlapja (angolul)